# روبرت شو (لاعب كرة قدم أمريكية)
روبرت شو (بالإنجليزية: Robert Shaw)‏ هو لاعب كرة قدم أمريكية أمريكي، ولد في 15 أكتوبر 1956 في توسكالوسا في الولايات المتحدة.

## وصلات خارجية
- روبرت شو على موقع مرجع كرة القدم المحترفة.كوم (الإنجليزية)